# Where It’s At
«Where It’s At» — песня альтернативного рок-музыканта Бека. Она была выпущена первым синглом из его альбома 1996 года Odelay. Бек написал песню в 1995 году. Он представил её на ежегодном музыкальном фестивале Lollapalooza в 1995 году, в версии, очень похожей на альбомную. Начиная с 1995 года, музыкант очень часто исполнял песню на своих концертах, постоянно экспериментируя с музыкой и текстами.

## Создание
Песня «Where It’s At» содержит ряд вокальных семплов, которые Бек и The Dust Brothers включили в песню. Многие из них взяты из малоизвестного альбома по половому воспитанию под названием Sex For Teens (Where It’s At), подзаголовок которого Бек заимствовал для своей песни (см. ссылки ниже). Другие вокальные семлы, включенные в песню «Where It’s At», были взяты из песни «Needle to the Groove» олдскул-хип-хоп-группы Mantronix («у нас есть 2 проигрывателя и микрофон…»), а также из «I Don’t Care If U Disrespect Me (Just So You Love Me)» The Frogs («это был хороший барабанный проигрыш»). В «Where It’s At» упоминается Гэри Уилсон — один из музыкантов, оказавших влияние на Бека. Кроме того, Бек отдаёт дань уважения Капитану Бифхарту, одеваясь так, как Бифхарт одевался для фотосессий к альбому Trout Mask Replica (это можно увидеть на 1:27 в клипе). В видеоролике также присутствует пародия на клип Уильяма Шетнера «Rocket Man» или, возможно, на пародию Криса Эллиота на то же самое. Адаптированная версия «Where It’s At» прозвучала в одной из серий мультсериала «Футурама».
Бек получил премию «Грэмми» за лучшее мужское вокальное рок-исполнение за эту песню. В октябре 2011 года британский журнал New Musical Express поместил песню на 76-ю позицию в списке 150 лучших песен последних 15 лет. Позднее это издание включило данную композицию в свой список «500 величайших песен всех времён», разместив её на 440-й позиции.

## Музыкальное видео
«Where It’s At» стал первым музыкальным видеоклипом, который был показан на телеканале MTV2 1 августа 1996 года. Клип был награждён премией MTV Video Music Award за лучшее мужское видео.

## Список композиций
USA (12)
1. Where It’s At (Edit)
2. Make Out City
3. Where It’s At (remix by Mario C and Mickey P)
4. Where It’s At (remix by John King)
5. Bonus Beats

UK #1
1. Where It’s At (Edit)
2. Where It’s At (remix by Mario C and Mickey P)
3. Bonus Beats
4. Where It’s At (remix by U.N.K.L.E.)

UK #2
1. Where It’s At (Edit)
2. Where It’s At (remix by Mario C and Mickey P)
3. Bonus Beats

Австралия
1. Where It’s At (Edit)
2. Where It’s At (remix by Mario C and Mickey P)
3. Bonus Beats

Япония
1. Where It’s At (Edit)
2. Where It’s At (remix by John King)
3. Lloyd Price Express (remix by John King)
4. Dark and Lovely (remix by the Dust Brothers)
5. American Wasteland
6. Clock

## Участники записи
- Бек: вокальные партии, электропианино, гитара, бас, орган
- The Dust Brothers: виниловые проигрыватели («вертушки»)
- Майк Бойто: Труба, орган
- Money Mark: орган
- Дэвид Браун: саксофон
- Эдди Лопес: декламация на аутро
- Композиторы: Beck/The Dust Brothers

## Хит-парады

### Недельные
| Хит-парад (1996)                   | Наивысшая позиция |
| ---------------------------------- | ----------------- |
| Australia (ARIA)                   | 71                |
| Canada (RPM)                       | 50                |
| Canada Rock/Alternative (RPM)      | 3                 |
| Iceland (Íslenski Listinn Topp 40) | 4                 |
| Новая Зеландия (Recorded Music NZ) | 34                |
| Швеция (Sverigetopplistan)         | 49                |
| Великобритания (UK Singles Chart)  | 35                |
| US Billboard Hot 100               | 61                |
| US Modern Rock Tracks (Billboard)  | 5                 |

### Итоговые
| Хит-парад (1996)              | Позиция |
| ----------------------------- | ------- |
| Canada Rock/Alternative (RPM) | 42      |